# Rèsie
La Rèsie est une rivière française du département de la Haute-Saône, en Bourgogne-Franche-Comté, et un affluent rive droite de l'Ognon, donc un sous-affluent du Rhône par la Saône.

## Géographie
La longueur de son cours d'eau est de 14,5 km.
La Rèsie prend sa source à Valay, à proximité de l'ancien château (devenu ensuite haut-fourneau) sous le nom de source de la Tourouge et s’écoule ensuite vers le nord-ouest jusqu’à Vadans où elle oblique au sud-ouest et reçoit les eaux du ruisseau de Sainte-Cécile puis elle est rejointe par le ruisseau de Cuve en amont du village d’Aubigney et elle va se jeter dans l’Ognon juste en amont du bourg de Broye-lès-Pesmes. 

### Communes et cantons traversés
Dans le seul département de la Haute-Saône, la Rèsie traverse les cinq communes suivantes, de l'amont vers l'aval :
Valay, Lieucourt, Vadans, La Grande-Résie, Broye-Aubigney-Montseugny.

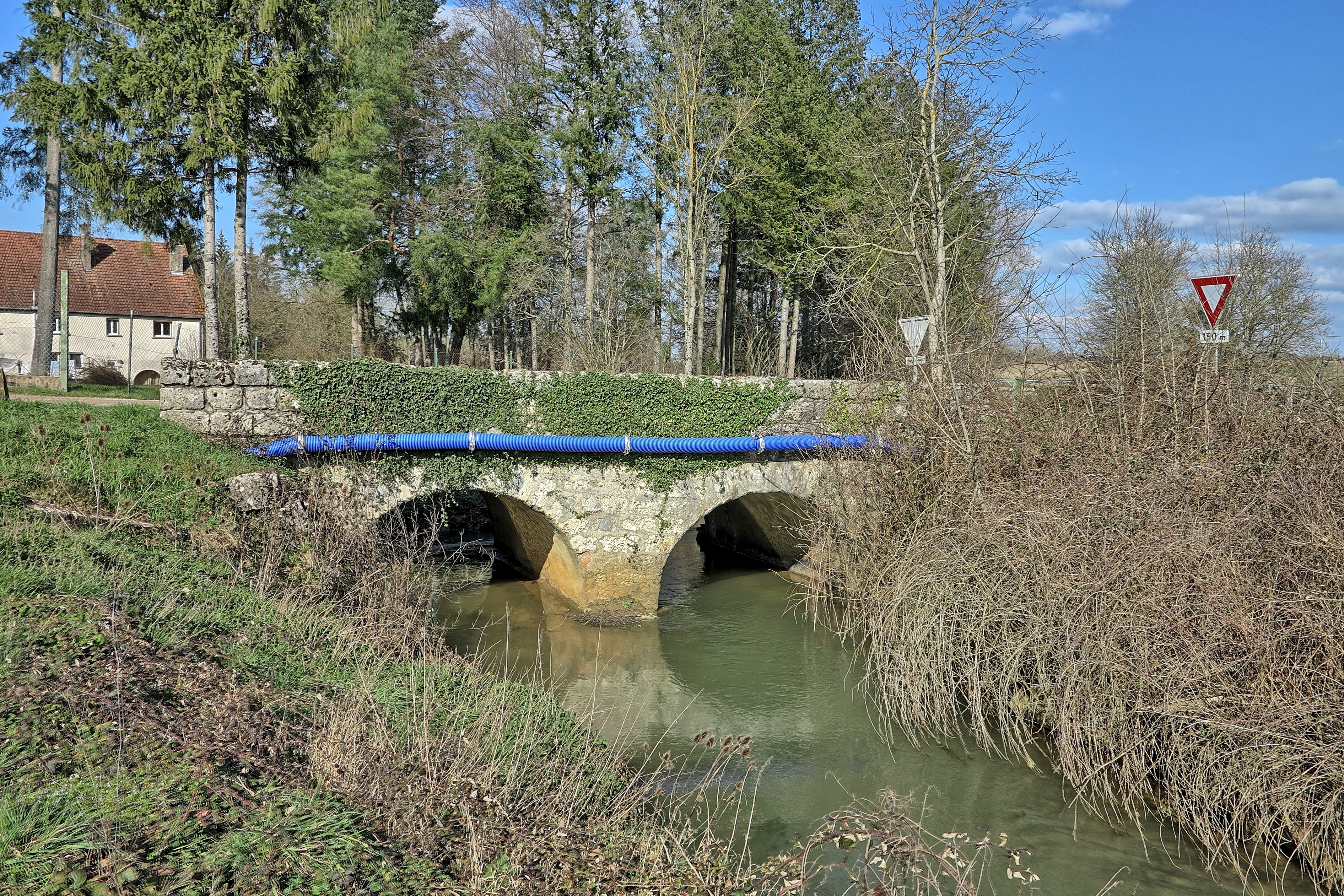
La Résie au vieux pont de la Grande-Résie.
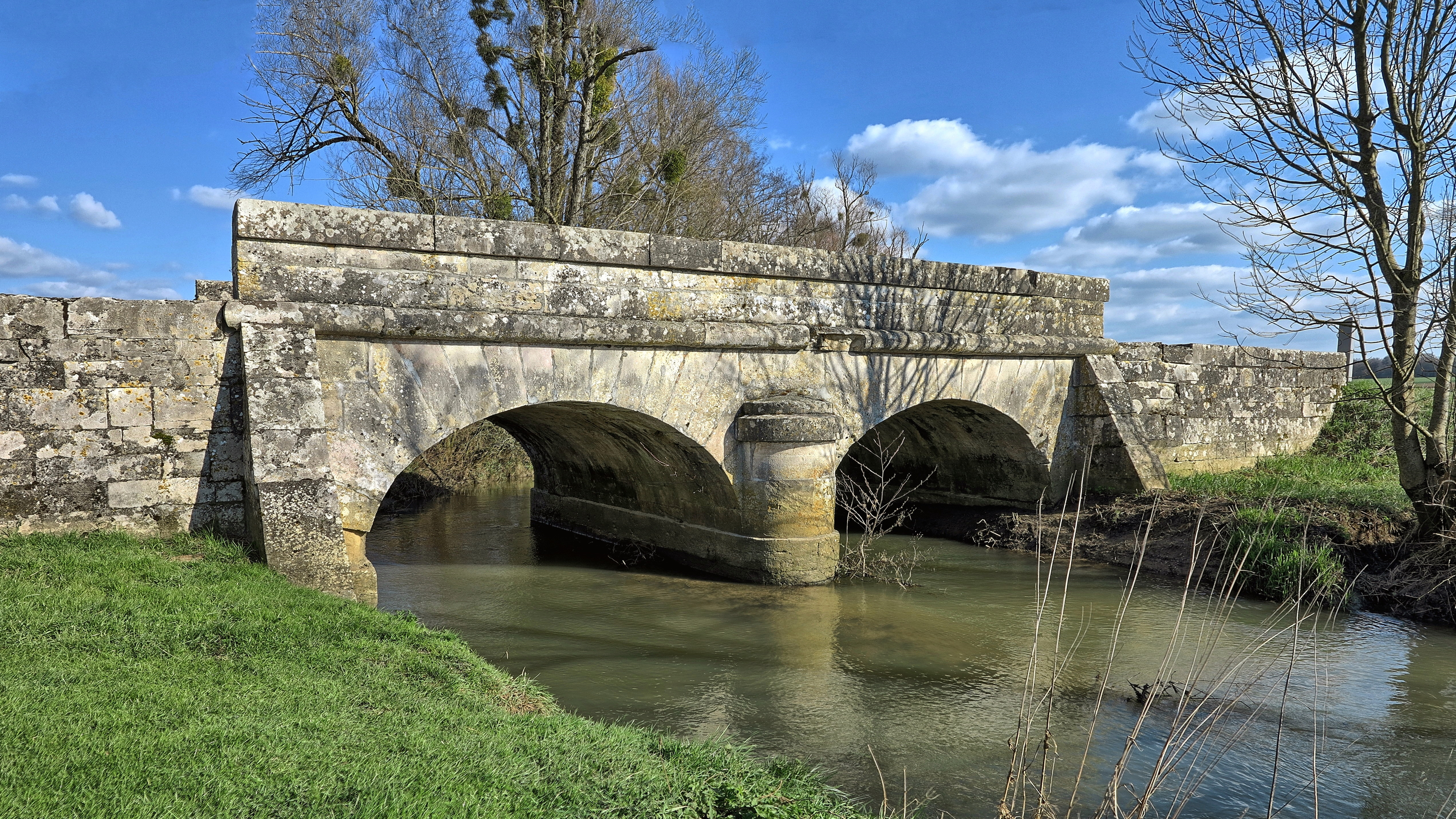
La Résie au pont d'Aubigney.

### Bassin versant
La Rèsie traverse une seule zone hydrographique :  L'Ognon du ruisseau de la Vèze inclus à la Saône (U108).

## Affluent

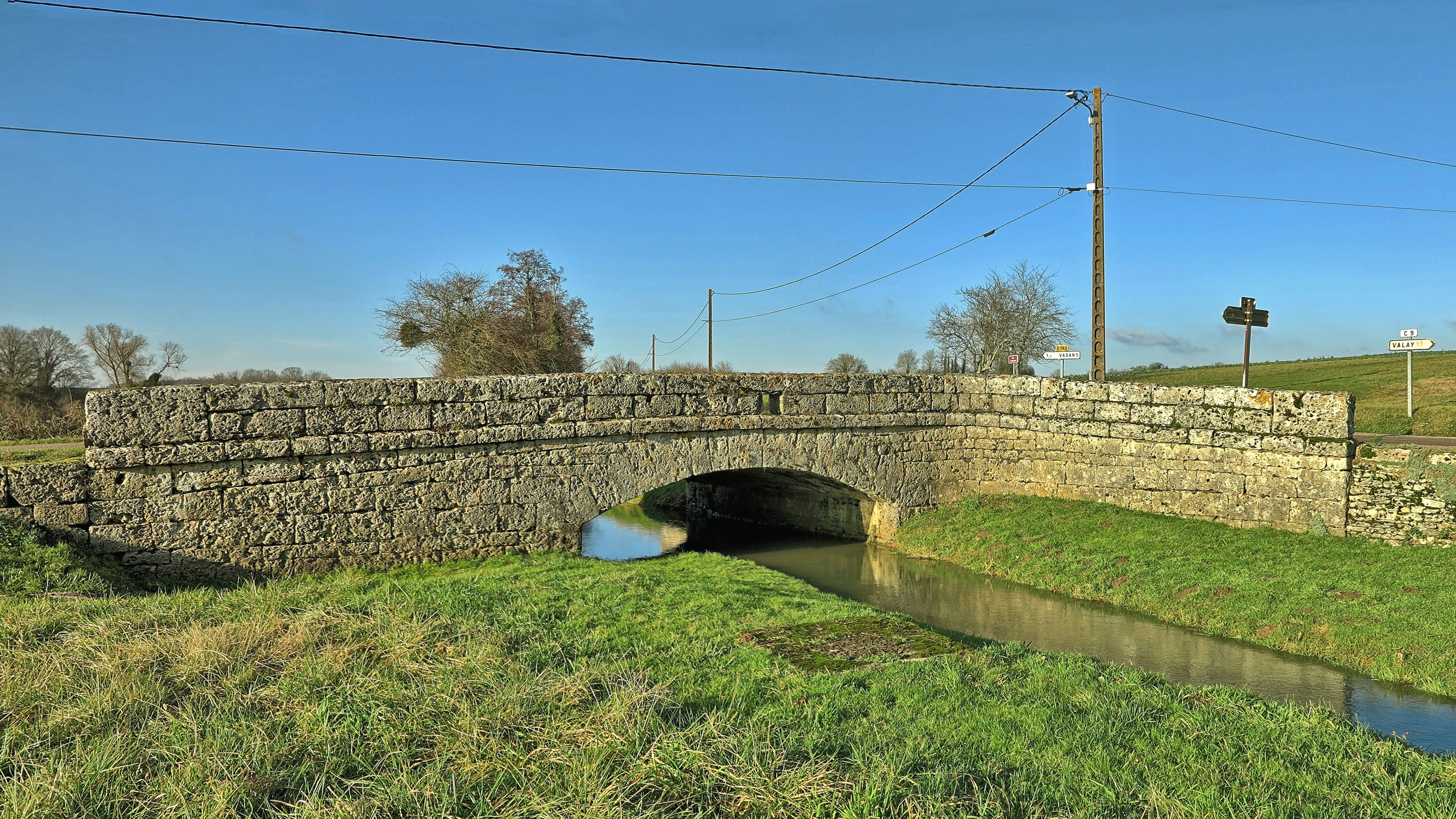
Le ruisseau de Sainte-Cécile au pont de Chevigney.

La Rèsie a deux affluents référencés
- Le ruisseau de Sainte-Cécile[2] (rg),
- Le ruisseau de Cuve[3] (rd)

### Rang de Strahler
Son rang de Strahler est donc de deux.